# STAY GOLD (桃井はるこのアルバム)
「STAY GOLD」（ステイ　ゴールド）は、桃井はるこの14枚目のアルバム。 2015年10月21日にtokyo toricoから発売された。
新たに創設されたtokyo toricoレーベルからの最初のアルバムで、CD不況の進んだこの時代に「敢えて、盤を作ることが大切」という意志で制作された。

## 概要
「LOVE.EXE」や「さいごのろっく」同様に、世の中に向かって言いたいことが溜まった際にその都度作詞・作曲したもので、2011年の東日本大震災による停電を契機に制作発表した「I my moko」から数えて、足掛け五年にわたる楽曲が詰め込まれている。
『STAY GOLD』の表題は、「書き溜めた楽曲がずっと色褪せず、聴く方にとってのアンセムになってほしい」という想いを込めたもので、「「STAY」がイメージさせる落ち着きや「GOLD」がイメージさせる普遍性とは対極の、生きているからこその躍動感や葛藤や喜びが詰まっている」と語っている。。
アルバム発売に先行して「『15年目の夏』 モモーイ!! ワンマンライブ」で数曲が、世田谷区民会館にて行われた 『桃井はるこ『STAY GOLD』発売記念ライブ』で全曲が事前に演奏された。

## 収録曲
1. カイト
作詞・作曲：桃井はるこ 編曲：古川竜也
2. インビジブルシングス
作詞・作曲：桃井はるこ 編曲：Haraddy
3. ツキにむかって、うて！[注 1]
作詞・作曲：桃井はるこ 編曲：Haraddy
4. ドリーム天国
作詞・作曲：桃井はるこ 編曲：古川竜也
5. We say Yeah!
作詞・作曲：桃井はるこ 編曲：Haraddy
『アニ力』テーマソング[12]
6. I my moko
作詞・作曲：桃井はるこ 編曲：松武秀樹
7. ANCHOR～アンカー～[注 2]
作詞・作曲：桃井はるこ 編曲：Haraddy
8. Brain Snowing
作詞・作曲：桃井はるこ 編曲：古川竜也
9. 東京サバイバル
作詞・作曲：桃井はるこ 編曲：古川竜也
10. tora:uma
作詞・作曲：桃井はるこ 編曲：Haraddy

## 解説
カイト
桃井はTwitterを2009年と日本で流行りはじめた初期からやりつづけていたが、心ない利用者に絡まれたことや、その結果起きた炎上現象に心を傷めたこともあって、休止して旅に出た時につくられた。初めて披露したのは、2012年10月の日本青年館でのワンマンライブ「あんぎゃ ～モモーイ世界の旅～」で、Twitterもこの『STAY GOLD』を機に三年ぶりに再開した。
tora:uma
「トラウマは、いないし、いらない」という桃井の率直な気持ちから生まれた曲。